# Onomanzia
L'onomanzia è la pratica divinatoria basata sull'interpretazione etimologica, simbolica e numerica del nome di una persona.

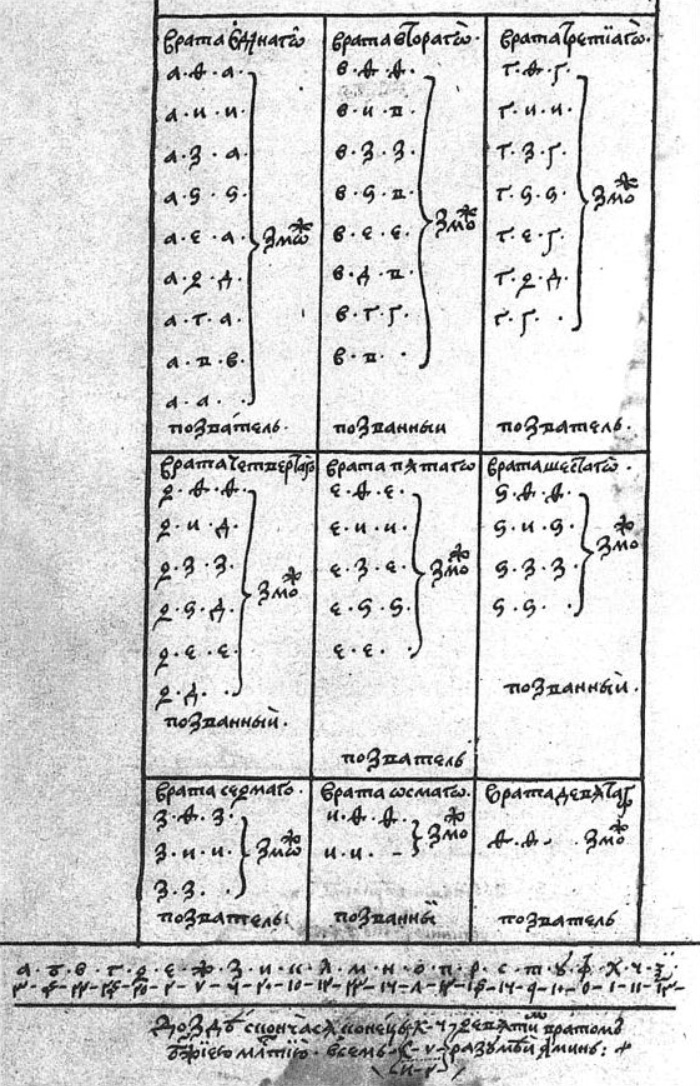
Tabella onomantica da una versione russa del Secretum Secretorum.

Deriva dal greco "ὄνομα (ónoma)", che significa "nome", col suffisso "-manzia" che significa "divinazione".
Era intesa sia per individuare presagi nel nome già imposto sia per scegliere un nome che fosse di buon auspicio.

## Storia dell'onomanzia
L'importanza del significato del nome nasce dalla cultura ebraica: secondo la Genesi, Dio stesso cambiò il nome ad Abramo e a sua moglie Sara affinché il nuovo nome assumesse un significato più aderente al progetto che aveva per la loro discendenza.
Quando entrò in contatto con la cultura ebraica, la cultura greca assorbì questa esigenza e, sia pure per breve tempo, adottò la pratica di usare nomi il cui significato fosse chiaro.
La pratica di divinare il nome ebbe origine in quel periodo e si integrò con la numerologia (isopsefia), utilizzata da Pitagora anche a scopi divinatori.
I Pitagorici insegnavano che le menti, le azioni ed i successi degli uomini riuscivano conformi ai loro nomi, al loro genio e al loro destino.
Platone raccomandava la massima circospezione nell'imporre i nomi.
La pratica divenne molto popolare nel basso Medioevo.
Anche Agostino Novello scrisse che il nome deve indicare la qualità del nominato, perché:
(Agostino Novello)
Tra le pratiche divinatorie, risulta una delle più longeve, riapparendo nella vita pubblica indirettamente o direttamente in varie forme, ad esempio negli anni '90 del secolo XIX e nel primo decennio del XX secolo era costante la sua presenza nella rivista di fotografia "Fotografare".

## Tecniche di onomanzia
L'etimologia e il significato del nome è solo il primo di tanti aspetti che sono analizzati per l'onomanzia.
I Pitagorici ad esempio contavano le lettere, le consonanti e le vocali del nome e a seconda che fossero in quantità pari o dispari traevano le loro predizioni.
Ritenevano inoltre che più era alto il numero associato a un nome secondo il sistema di numerazione greco e più felice sarebbe stata la persona.
Sulla base di questo numero qualcuno arrivò a sostenere anche che la vittoria di Achille su Ettore era prevedibile, in quanto associato al numero maggiore.
Un'altra tecnica prevedeva l'anagramma del nome.
È documentata anche un'altra forma di onomanzia, utilizzata da un indovino ebreo su richiesta del re Teodato: l'indovino fece rinchiudere alcuni maiali in un porcile, ad alcuni diede nomi gotici e agli altri diede nomi romani; passato un certo tempo, i maiali a cui fu dato il nome romano erano ancora vivi mentre i maiali a cui fu dato il nome gotico erano morti.
L'indovino predisse che la guerra sarebbe stata persa.